# Nannobotys
Nannobotys is een geslacht van vlinders van de familie van de grasmotten (Crambidae), uit de onderfamilie van de Odontiinae. De wetenschappelijke naam van dit geslacht is voor het eerst voorgesteld door Eugene Gordon Munroe in een publicatie uit 1961.
Dit geslacht is monotypisch, dat wil zeggen dat het maar één soort heeft namelijk Nannobotys commortalis Grote, 1881 uit de Verenigde Staten.